# Bobadela (Oliveira do Hospital)
Bobadela es una freguesia portuguesa del concelho de Oliveira do Hospital, con 5,96 km² de superficie y 761 habitantes (2001). Su densidad de población es de 127,7 hab/km².